# Matyas Kovács
Matyas Kovács (* 18. Februar 1997 in Miercurea Ciuc) ist ein rumänischer Eishockeyspieler, der seit 2021 beim ASC Corona 2010 Brașov unter Vertrag steht und in der Erste Liga und der Rumänischen Eishockeyliga spielt.

## Karriere

### Club
Matyas Kovács begann seine Karriere in Deutschland, wo er für den Krefelder EV und die Hamburg Young Freezers in der Deutschen Nachwuchsliga spielte. 2016 wechselte er zum Hamburger SV in viertklassige Regionalliga Nord. Nach zwei Jahren beim HSV ging er nach Westdeutschland, wo er für den Herforder EV und den Krefelder EV in der drittklassigen Oberliga auf dem Eis stand. 2021 kehrte er in seine rumänische Heimat zurück und schloss sich dem ASC Corona 2010 Brașov an, für den er in der Erste Liga und der Rumänischen Eishockeyliga spielt. Mit den Kronstädtern wurde er 2023 rumänischer Meister.

### International
Bereits im Juniorenbereich war Kovács international aktiv: Er nahm 2013 am Europäischen Olympischen Jugendfestival in Brașov teil. Es folgte die Teilnahme an den U18-Weltmeisterschaften der Division II 2013 und 2015, als er als Topscorer und bester Vorlagengeber maßgeblich zum Aufstieg der Rumänen von der B- in die A-Gruppe beitrug.
Sein Debüt in der Herren-Nationalmannschaft gab Kovács bei der Weltmeisterschaft 2023 in der Division I.

## Erfolge
- 2015 Aufstieg in die Division II, Gruppe A, bei der U18-Weltmeisterschaft der Division II, Gruppe B
- 2015 Topscorer und bester Vorlagengeber bei der U18-Weltmeisterschaft der Division II, Gruppe B
- 2023 Rumänischer Meister mit dem ASC Corona 2010 Brașov

## Erste-Liga-Statistik
(Stand: Ende der Saison 2022/23)